# نيقب
نَيْقَب (الاسم العلمي: Petricola)، جنس حيوانات بحرية من الرخويات ذوات الصدفتين، تتبع فصيلة الزوهرية
.